# IC 403
IC 403 је двојна звијезда у сазвјежђу Кочијаш која се налази на листи објеката дубоког неба у Индекс каталогу.
Деклинација објекта је + 39° 58' 22" а ректасцензија 5h 15m 15,8s.